# جيمي دافيس
جيمي دافيس (بالإنجليزية: Jimmy Davies) مواليد 8 أغسطس 1929 في غلينديل، كان سائق فورملا 1 أمريكي سابق بدأ مسيرته الاحترافية سنة 1950. كان أول سباق له هو إنديانابوليس 500 سنة 1950. خاض خلال مسيرته 8 سباقات.

## روابط خارجية
- جيمي دافيس على موقع DriverDB.com (الإنجليزية)